# Přemysl Pražský
Přemysl Pražský fou un director de cinema, actor, guionista i productor de ràdio txec. Pioner del cinema al seu país, va dirigir i actuar en un bon nombre de films a Txecoslovàquia a les dècades dels 1920 i 1930. Va dirigir comèdies com Dvě matky (Dues mares, 1921), Neznámá kráska (La bella msiteriosa, 1922), Hraběnka z Podskalí (La Comtessa de Podskalí, 1926) i Pražské švadlenky (Modistes de Praga,1929). El seu film més conegut és la seva adaptació de la novel·la de Josef Hais Týnecký, Battalion (1927). Va treballar sovint en col·laboració amb Theodor Pištěk.

## Biografia i carrera
Pražský va néixer el 24 de juliol de 1893 a Nýřany. Va iniciar els seus estudis el 1910 fins al 1914, quan es traslladà a Praga i començà a treballar al teatre. Va esdevenir director del Teatre Švanda i fou sovint actor convidat Teatre Vinohrady. No fou fins al 1919 que es reorientà cap al cinema. Hi va tenir una carrera exitosa com a actor i com a director. El seu film Battalion, del 1927, va ser el seu èxit més gran i ha estat considerat una de les obres més importants del cinema mut txec. Tanmateix, la seva producció el va deixar endeutat. Va intentar reconvertir-se cap al sonor amb el film Sedmá velmoc (1933), que va fracassar comercialment. Aleshores va deixar el cinema i reorientà la seva carrera cap a la producció radiofònica, on aprofità la seva experiència en el cinema en la realització de programes dramàtics radiats. Va ser director de la Ràdio Txeca del 1933 al 1958. El 1957 va ser guardonat amb el premi a l'artista de Praga de Mèrit Destacat.
Pražský es va casar amb la presentadora de ràdio Maria M. Tomanová l'any 1942. Va morir l'1 d'agost de 1964 a Praga a l'edat de 71 anys.

## Filmografia

### Director
- Boby nesmí kouřit (Boby, no fumis), 1919
- Dáma s malou nožkou (La dama del peu petit), 1919
- Láska je utrpením (L'amor és patiment), 1919 - guionista, actor
- Dvě matky (Dues mares), 1920 - actor
- Stíny (Ombres), 1921 - actor
- Neznámá kráska (La bella misteriosa), 1922 - actor
- Pepánek Nezdara (Pepánek Nezdara), 1923
- Problematický gentleman (Un gentleman problemàtic), 1923 - actor
- Šest muškerýrů (Les sis mosqueteres), 1925 - guionista
- Modche a Rezi (Modche i Rezi), 1926 - guionista
- Prach a broky (Pols i trets), 1926 - guionista
- Pražský flamendr (Un play-boy de Praga), 1926 - guionista
- Battalion (Batalló), 1927
- Podskalák (Podskalák), 1928 - guionista
- Pražské švadlenky (Cosidores de Praga), 1929 - guionista
- Vendelínův očistec a ráj (Purgator i paradís de Vendelín), 1930 - guionista
- Sedmá velmoc (El quart poder), 1933

### Guionista
- Písničkář (El cantant de balades), dir. Svatopluk Innemann, 1932
- Srdce v celofánu (Cor de cel·lofana), dir. Jan Sviták, 1939

### Actor de cine mut
- Akord smrti (L'acord de la mort), dir. Jan Stanislav Kolár, Karel Lamač, 1919
- Divoká Maryna (Maryna la salvatge), dir. Vladimír Slavínský, 1919
- Sněženky (Flocs de neu), dir. Vladimír Slavínský, 1920
- Děti osudu (Fills del destí), dir. Josef Rovenský, 1921
- Děvče ze Stříbrné Hranice (La noia de les Fronteres de Plata), dir. Vladimír Slavínský, 1921
- Kříž u potoka (Creu en el corrent), dir. Jan Stanislav Kolár, 1921
- Otrávené světlo (Llum enverinat), dir. Jan Stanislav Kolár, Karel Lamač, 1921
- Souboj s Bohem (Combat amb Déu), dir. Boris Orlický, 1921
- Ukřižovaná (Crucifixió), dir. Boris Orlický, 1921
- O velkou cenu (El gran premi), dir. Vladimír Slavínský, 1922
- Únos bankéře Fuxe (El segrest del banquer Fuchs), dir. Karel Anton, 1923
- Bílý ráj (Paradís blanc), dir. Karel Lamač, 1924
- Hraběnka z Podskalí (La Comtessa de Podskalí), dir. Karel Lamač, 1925
- Josef Kajetán Tyl (Josef Kajetán Tyl), dir. Svatopluk Innemann, 1925
- Ohnivý drak (Drac de foc)Ohnivý drak, 1925
- Vdavky Nanynky Kulichovy (El casament de Nanynka Kulichová), dir. Miroslav Josef Krňanský, 1925
- Dobrý voják Švejk (El bon soldat Schweik), dir. Karel Lamač, 1926
- Ve dvou se to lépe táhne (Dos millor que un), dir. Svatopluk Innemann, 1928
- Plukovník Švec (Plukovník Švec), dir. Svatopluk Innemann, 1929
- Svatý Václav (Sant Vaclav), dir. Jan Stanislav Kolár, 1929

### Actor de cine sonor
- Fidlovačka, dir. Svatopluk Innemann, 1930
- Dobrý voják Švejk (El bon soldat Schweik), dir. Martin Frič, 1931
- Karel Havlíček Borovský (Karel Havlíček Borovsky), dir. Svatopluk Innemann, 1931
- Loupežník (Lladre), dir. Josef Kodíček, 1931
- Miláček pluku (Regiment d'enamorades), dir. Emil Artur Longen, 1931
- On a jeho sestra (Ell i la seva germana), dir. Karel Lamač, Martin Frič, 1931
- On a jeho sestra (Ell i la seva germana, versió alemanya), dir. Karel Lamač, Martin Frič, 1931
- To neznáte Hadimršku (Negocis amb angoixa), dir. Karel Lamač, Martin Frič, 1931
- Třetí rota (La tercera companyia), dir. Svatopluk Innemann, 1931
- Děvčátko, neříkej ne! (Noieta, no diguis no!), dir. Josef Medeotti-Boháč, 1932
- Lelíček ve službách Sherlocka Holmese (Lelíček al servei de Sherlock Holmes), dir. Karel Lamač, 1932
- Načeradec král kibiců (Načeradec, rei dels fans), dir. Gustav Machatý, 1932
- Právo na hřích (El dret a pecar), dir. Vladimír Slavínský, 1932
- Revizor (Inspector), dir. Martin Frič, 1933
- Život je pes (La vida és un gos), dir. Martin Frič, 1933
- Dokud máš maminku (Mentre tinguis una mare), dir. Jan Sviták, 1934
- Hej-rup! (Hey-ho!), dir. Martin Frič, 1934
- Hudba srdcí (Cors musicals), dir. Svatopluk Innemann, 1934
- Tři kroky od těla (A tres passes del cos), dir. Svatopluk Innemann, 1934
- Z bláta do louže (Cada vegada pitjor), dir. Svatopluk Innemann, 1934
- Žena, která ví, co chce (Una dona que sap què vol), dir. Václav Binovec, 1934
- Život vojenský - život veselý (Vida militar - vida divertida), dir. Jan Sviták, 1934
- Ať žije nebožtík (Llarga vida als difunts), dir. Martin Frič, 1935
- Hordubalové (Els Hordubal), dir. Martin Frič, 1937
- Bílá jachta ve Splitu (El iot blanc de Split), dir. Ladislav Brom, 1939
- Děvče z předměstí anebo Všecko příjde najevo (Una noia del suburbis o Tot surt a la llum), dir. Theodor Pištěk, 1939
- Dívka v modrém (La noieta de blau), dir. Otakar Vávra, 1939
- Kristián (Christian), dir. Martin Frič, 1939
- Mořská panna (Sirena), dir. Václav Kubásek, 1939
- Tulák Macoun (Macoun el vagabund), dir. Ladislav Brom, 1939
- U svatého Matěje (A Sant Mateu), dir. Jan Sviták, 1939
- Veselá bída (Pobresa feliç), dir. Miroslav Cikán, 1939

## Direcció deradioteatre
- Muž bolesti (Dolor viril), de D. L. Sayersová, 1948
- Jan Žižka, d'Alois Jirásek, 1951
- Lucerna (Llanterna), d'Alois Jirásek, 1951
- Jan Hus, d'Alois Jirásek, 1952
- Pan Johanes (El Sr.Johannes), d'Alois Jirásek, 1952
- Chytrá horákyně (Intel·ligent campió de jocs de paraules), de Božena Němcová, 1953
- Romeo a Julie (Romeo i Julieta), de William Shakespeare, 1953
- Úklady a láska (Càbales i amor), de Friedrich Schiller, 1953
- Alexandr Veliký (Alexandre el gran), de Karel Čapek, 1954
- Básník (Poeta), de Karel Čapek, 1954
- Modrá chrysantéma (Cristamens blaus), de Karel Čapek, 1954
- O pěti chlebích (Sobre cinc barres), de Karel Čapek, 1954
- Prometheův trest (El càstic de Prometeu), de Karel Čapek, 1954
- Pseudolot čili o vlastenectví (Pseudolot o sobre el patriotisme), de Karel Čapek, 1954
- Smrt Archimédova (La mort d'Arquimedes), de Karel Čapek, 1954
- Telegram (Telegrama), de Karel Čapek, 1954
- Vražedný útok (Atac mortal), de Karel Čapek, 1954
- Zalamejský sudí (L'alcalde de Zalamea), de Calderón de la Barca, 1954
- Cyrano z Bergeracu (Cyrano Bergerac), d'Edmond Rostand, 1955
- Jan Hus, de Josef Kajetán Tyl, 1956
- Michelup a motocykl (Michelup i motocicleta), de Karel Poláček, 1956
- Panna Orleánská (La donzella d'Orleans), de Friedrich Schiller, 1956
- Pohádka vodnická (El conte de l'Esperit d'Aigua), de Karel Čapek, 1956
- Případ s havlovickým vodníkem (El cas de l'Esperit d'Aigua de Havlovice), de Karel Čapek, 1956
- Cirkus Humberto, d'Eduard Bass, 1957
- Vdova Kapetova (La Vídua Kapetova), de Lion Feuchtwanger, 1958
- Turbína, de Karel Matěj Čapek-Chod, 1963